# لینهوف

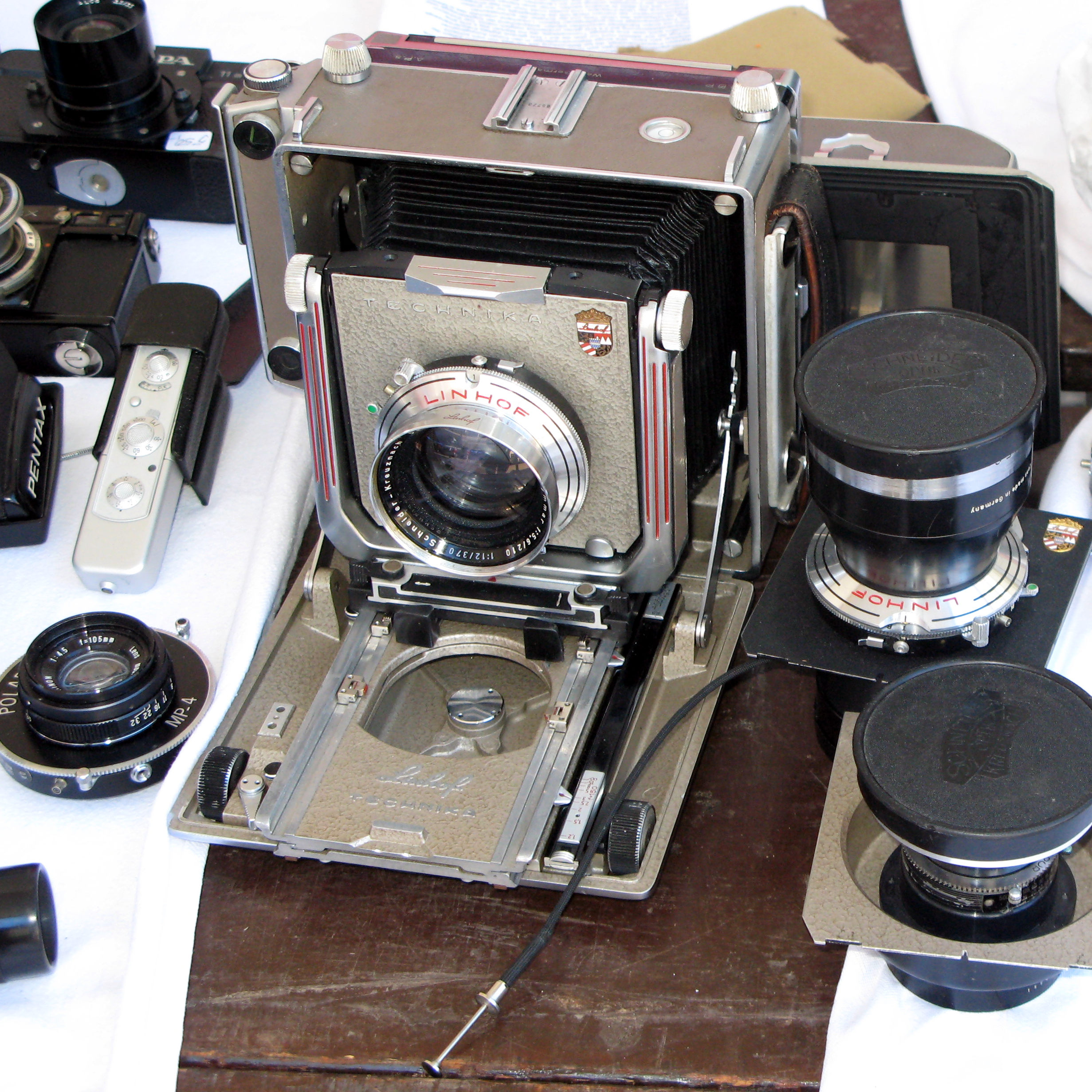
دوربین عکاسی قطع بزرگ لینهوف

لینهوف (Linhof) شرکت تولید دوربین‌های قطع بزرگ در مونیخ آلمان است.

شرکت لینهوف در سال ۱۸۸۷ توسط استاد مکانیک والنتین لینهوف تأسیس گردید. در ابتدا این شرکت شاتر مدور دوربین عکاسی را تولید می‌کرد؛ و در سال ۱۸۸۹ اولین دوربین عکاسی قطع بزرگ خود را که تماماً فلزی و از جنس آلومینیوم بود را با قطع ۱۲ در ۹ سانتیمتر تولید کرد.

در سال ۱۹۳۳ دوربین عکاسی تکنیکا که یک دوربین تا شو قطع بزرگ بود تولید شد مدل‌های جدید این دوربین هنوز تولید می‌شود.